# Bioturbació

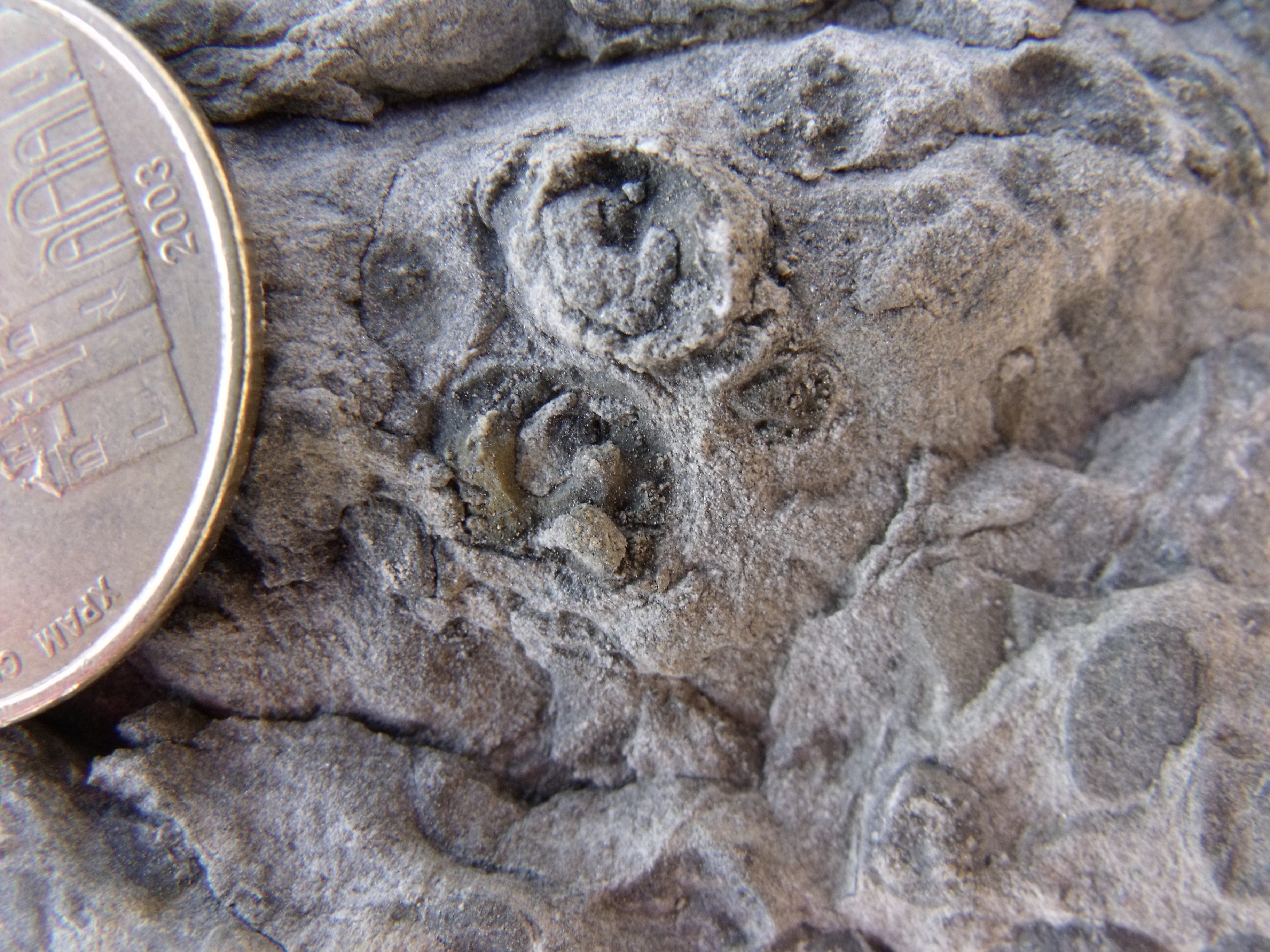
Bioturbacions en una pedra calcària

Bioturbació són les alteracions produïdes en el sediment per l'activitat dels éssers vius.
Pot ocórrer en els sediments sota l'aigua o ser terrestre.
El primer a emprar aquest terme va ser Rudolf Richter l'any 1952, si bé el pioner en el seu estudi va ser Charles Darwin. Un sediment pot estar més o menys alterat per l'acció d'éssers vius. De vegades és possible distingir les galeries, pistes o rastres individualment, però de vegades el nivell de bioturbació és tan elevat que això no resulta possible.
Els organismes bioturbadors comuns inclouenels anèlids com els oligochaeta i Spirobranchus giganteus, bivalves (com els musclos. les cloïsses), els gastròpodes i els cogombres de mar, o qualssevol organismes de l'epifauna.

## Influència de la bioturbació sobre les propietats petrofísiques del sediment
L'activitat bioturbadora dels organismes en un sediment en modifica considerablement la permeabilitat i la porositat.
De forma comuna la bioturbació comporta la destrucció de les estructures primàries i l'estratificació original d'un sediment. Tanmateix, pot ocórrer l'anomenada criptoperturbació que és un desplaçament molt localitzat sense destruir les estructures sedimentàries. Al seu torn la bioturbació no necessàriament implica homogeneïtzació del sediment, sinó que en alguns casos els organismes poden impartir al substrat una nova estructura. El procés de bioturbació té importants efectes sobre el sediment i n'afecten la seva textura, composició i estabilitat. Els efectes de la bioturbació sobre la textura d'un sediment són de caràcter físic, però els canvis de composició són de caràcter químic.

Diagrama dels processos de bioturbació que tenen lloc a la zona més superficial de la litosfera, que alhora pertany a la pedosfera: la biomixació, el biotriatge i la biotransferència.

## Significat en l'evolució
Charles Darwin va dedicar un dels seus llibres a la bioturbació i la geomorfologia,(The Formation of Vegetable Mould through the Action of Worms, 1881). La moderna recerca científica ha proporcionat posteriors punts de vista al paper de la bioturbació en l'evolució i en l'ecologia. En la moderna teoria ecològica, la bioturbació es reconeix com un exemple arquetípic d'enginyeria de l'ecosistema, que modifica els gradients geoquímics, redistribueix els recursos d'aliments, virus, bacteris, restant els estadis larvaris i els ous. Actualment, s'han proporcionat evidències del paper clau de la bioturbació en l'evolució dels metazous a finals del Precambrià.